# Étang de Vanemuine
L'étang de Vanemuine (en estonien : Vanemuise tiik) est un lac situé dans le quartier Kesklinn à Tartu en Estonie.

## Description
L'étang est un situé dans le parc de Vanemuine.
L'étang tire son nom du parc et du petit bâtiment du théâtre de Vanemuine à côté. 
Tiigi tänav signifie rue de l'étang.

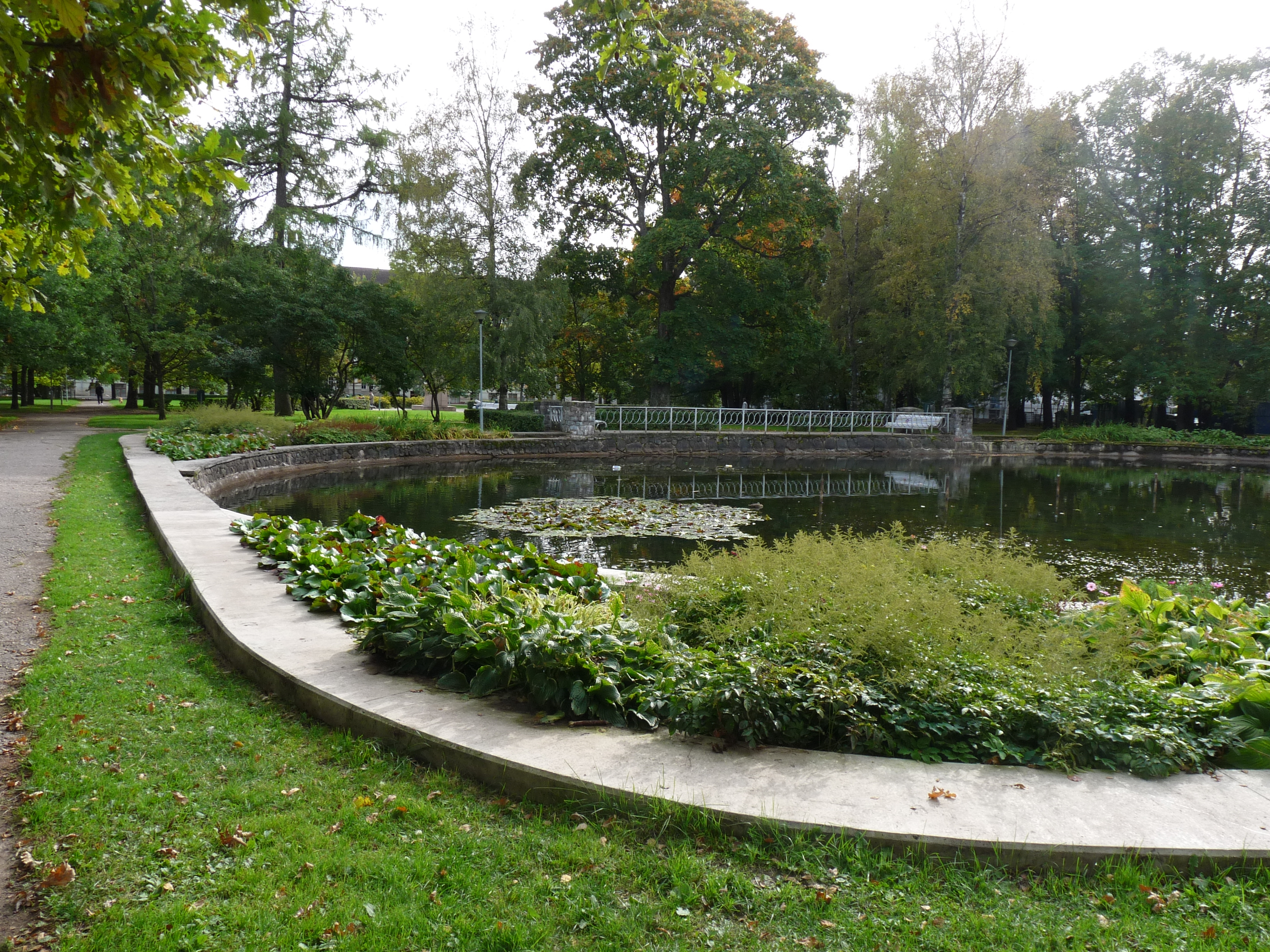
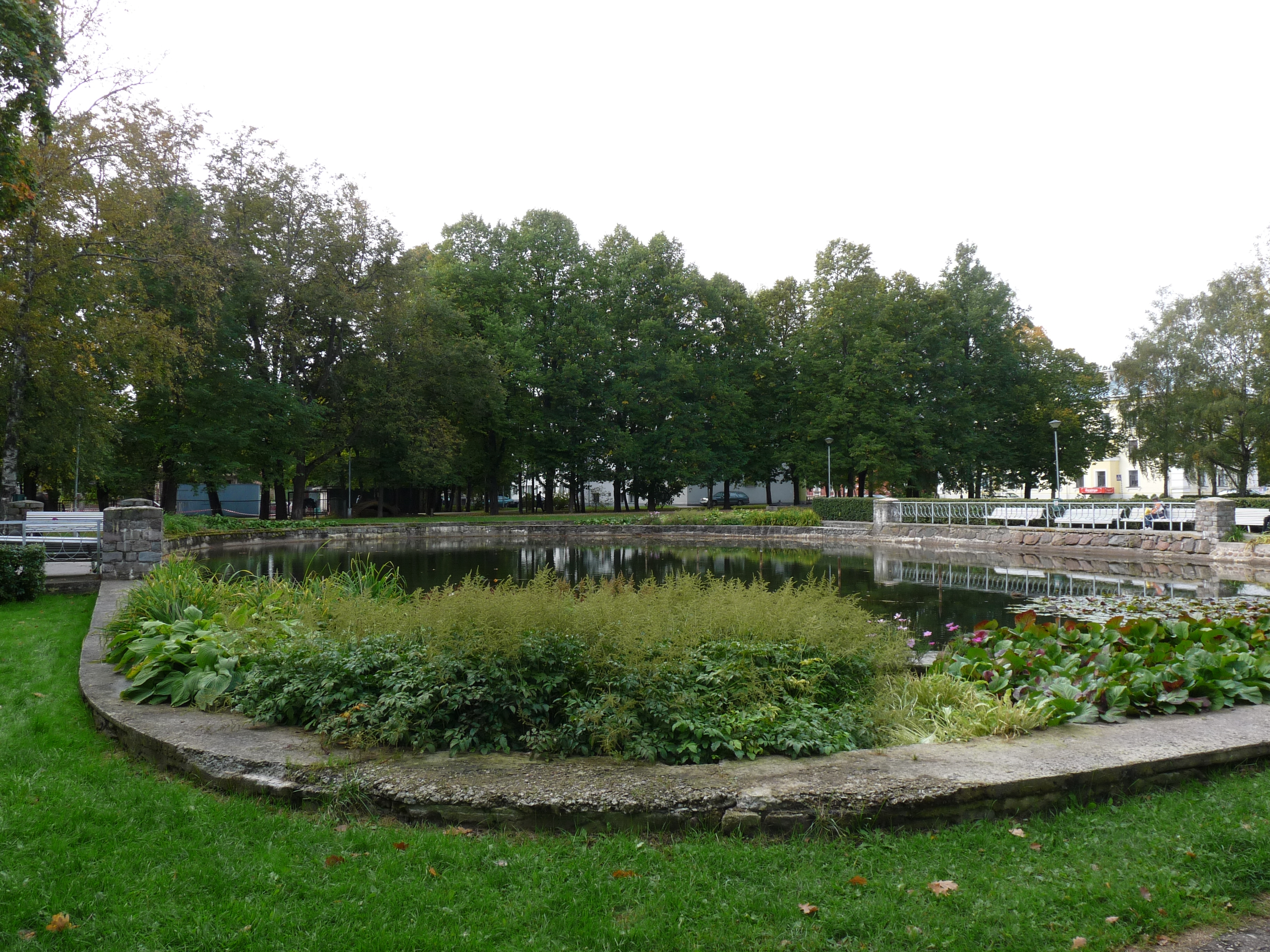